# Kerem Demirbay
Kerem Demirbay (Herten, 3 juli 1993) is een Turks-Duits voetballer die doorgaans als centrale middenvelder speelt. Hij verruilde Bayer Leverkusen in augustus 2023 voor Galatasaray. Demirbay debuteerde in 2017 in het Duits voetbalelftal.

## Clubcarrière
Demirbay speelde in de jeugd bij Schalke 04, Borussia Dortmund en SG Wattenscheid 09 en keerde in 2011 terug naar Borussia Dortmund. Dat nam hem een jaar later op in het tweede elftal, op dat moment actief in de 3. Liga. Hij speelde dat jaar 28 competitiewedstrijden, waarin hij twee doelpunten scoorde. Demirbay verruilde op het einde van het seizoen Borussia Dortmund transfervrij voor Hamburger SV, waar hij een vierjarig contract tekende. Hij debuteerde dat seizoen in de Bundesliga en kwam hierin tot drie wedstrijden. Hamburg verhuurde Demirbay gedurende het seizoen 2014/15 aan 1. FC Kaiserslautern en gedurende 2015/16 aan Fortuna Düsseldorf, beiden dan spelend in de 2. Bundesliga.
Demirbay tekende in juli 2016 een contract tot medio 2019 bij TSG Hoffenheim, de nummer vijftien van de Bundesliga in het voorgaande seizoen. Hier werd hij een gewaardeerde kracht in de Bundesliga. Hij speelde met Hoffenheim ook zijn eerste wedstrijden in de UEFA Champions League en de Europa League.
In 2019 maakte hij voor € 32 miljoen een transfer naar Bayer 04 Leverkusen. In de zomer van 2023 maakte hij de € 3,7 miljoen de overstap naar Galatasaray. Op 10 maart 2024 scoorde hij voor het eerst in zijn carrière een hattrick in de 6-2 gewonnen competitiewedstrijd tegen Çaykur Rizespor.

## Clubstatistieken
| Seizoen         | Club                 | Land               | Competitie      | Competitie | Competitie | Competitie | Beker | Beker | Beker | Internationaal | Internationaal | Internationaal | Totaal | Totaal | Totaal |
| Seizoen         | Club                 | Land               | Competitie      | Wed.       | Dlp.       | Ass.       | Wed.  | Dlp.  | Ass.  | Wed.           | Dlp.           | Ass.           | Wed.   | Dlp.   | Ass.   |
| --------------- | -------------------- | ------------------ | --------------- | ---------- | ---------- | ---------- | ----- | ----- | ----- | -------------- | -------------- | -------------- | ------ | ------ | ------ |
| 2012/13         | Borussia Dortmund II | Vlag van Duitsland | 3. Liga         | 28         | 2          | 1          | 0     | 0     | 0     | —              | —              | —              | 28     | 2      | 1      |
| 2013/14         | Hamburger SV         | Vlag van Duitsland | Bundesliga      | 3          | 0          | 1          | 0     | 0     | 0     | —              | —              | —              | 3      | 0      | 1      |
| 2014/15         | Hamburger SV         | Vlag van Duitsland | Bundesliga      | 0          | 0          | 0          | 0     | 0     | 0     | —              | —              | —              | 0      | 0      | 0      |
| 2014/15         | → FC Kaiserslautern  | Vlag van Duitsland | 2. Bundesliga   | 22         | 1          | 3          | 1     | 0     | 0     | —              | —              | —              | 23     | 1      | 3      |
| 2015/16         | → Fortuna Düsseldorf | Vlag van Duitsland | 2. Bundesliga   | 25         | 10         | 4          | 1     | 1     | 0     | —              | —              | —              | 26     | 11     | 4      |
| 2016/17         | 1899 Hoffenheim      | Vlag van Duitsland | Bundesliga      | 28         | 6          | 10         | 1     | 0     | 0     | —              | —              | —              | 29     | 6      | 10     |
| 2017/18         | 1899 Hoffenheim      | Vlag van Duitsland | Bundesliga      | 19         | 2          | 2          | 2     | 0     | 1     | 6              | 0              | 3              | 27     | 2      | 6      |
| 2018/19         | 1899 Hoffenheim      | Vlag van Duitsland | Bundesliga      | 26         | 4          | 9          | 1     | 0     | 0     | 5              | 0              | 2              | 32     | 4      | 11     |
| 2019/20         | Bayer Leverkusen     | Vlag van Duitsland | Bundesliga      | 25         | 1          | 5          | 6     | 0     | 5     | 9              | 1              | 1              | 40     | 2      | 11     |
| 2020/21         | Bayer Leverkusen     | Vlag van Duitsland | Bundesliga      | 29         | 4          | 3          | 3     | 0     | 4     | 5              | 1              | 2              | 37     | 5      | 9      |
| 2021/22         | Bayer Leverkusen     | Vlag van Duitsland | Bundesliga      | 29         | 1          | 7          | 2     | 2     | 0     | 5              | 0              | 0              | 36     | 3      | 7      |
| 2022/23         | Bayer Leverkusen     | Vlag van Duitsland | Bundesliga      | 25         | 4          | 3          | 1     | 0     | 0     | 10             | 1              | 0              | 36     | 5      | 3      |
| 2023/24         | Galatasaray          | Vlag van Turkije   | Süper Lig       | 34         | 6          | 4          | 2     | 0     | 3     | 6              | 1              | 0              | 42     | 7      | 7      |
| 2024/25         | Galatasaray          | Vlag van Turkije   | Süper Lig       | 20         | 0          | 1          | 4     | 0     | 0     | 10             | 0              | 2              | 34     | 0      | 3      |
| 2025/26         | Eyüpspor             | Vlag van Turkije   | Süper Lig       | 0          | 0          | 0          | 0     | 0     | 0     | —              | —              | —              | 0      | 0      | 0      |
| Carrière totaal | Carrière totaal      | Carrière totaal    | Carrière totaal | 313        | 41         | 53         | 24    | 3     | 13    | 56             | 4              | 10             | 393    | 48     | 76     |

Bijgewerkt tot en met het seizoen 2024/25.

## Interlandcarrière
Demirbay speelde in 2013 twee interlands voor Turkije –21, maar koos later voor het Duits voetbalelftal. Hij won in juni 2017 met Duitsland de FIFA Confederations Cup 2017 door in de finale Chili met 1–0 te verslaan. Demirbay maakte op 6 juni 2017 zijn debuut in een oefeninterland tegen Denemarken ter voorbereiding op dat toernooi.

## Erelijst
| Competitie          | Aantal    | Jaren            |
| Duitsland           | Duitsland | Duitsland        |
| ------------------- | --------- | ---------------- |
| Confederations Cup  | 1x        | 2017             |
| Galatasaray         |           |                  |
| Süper Lig           | 2x        | 2023/24, 2024/25 |
| Turkse voetbalbeker | 1×        | 2024/25          |
| Turkse supercup     | 1x        | 2023             |